# Al-Qáhir

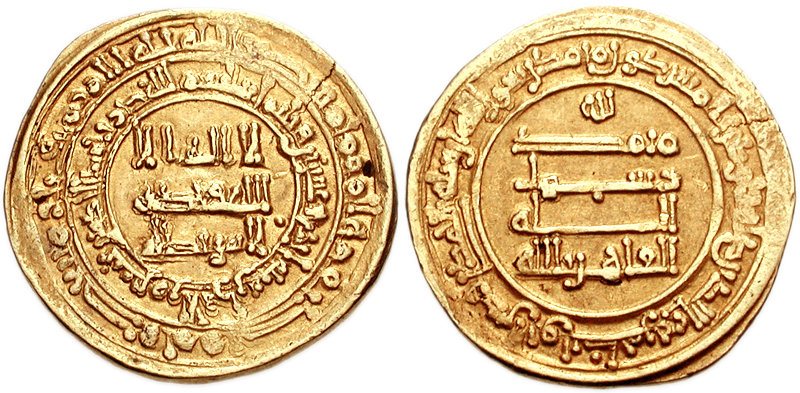
Dinar de oro de al-Qáhir

Al-Qáhir (árabe القاهر بالله al-qāhir bi-llāh), cuyo nombre completo es Abu Mansur Muhámmad al-Qáhir bi-Il-lah (أبو منصور محمد القاهر بالل) fue califa de Bagdad en el periodo 932-934. Nació en 899 y murió en 950.
A la muerte del anterior califa al-Muqtádir, los cortesanos, temerosos de que el hijo se vengara de ellos por la muerte de su padre, eligieron en su lugar a al-Qáhir, hermano del fallecido, pero resultó ser un señor todavía peor que éste. De afectada devoción externa, practicó todos los excesos, crueldades y extorsiones. Incluso torturó a su madre, así como a sus hermanos y a los favoritos del anterior califa, para arrebatarles sus riquezas. A su sobrino le persiguió, y acusado de conspiración, le emparedó vivo. Una vez eliminada esta amenaza, su gobierno se convirtió en tiranía insoportable para amigos y enemigos.
Una conspiración estalló, y el califa, vencido por el vino, fue atacado en su palacio. Al negarse a abdicar, fue cegado y arrojado a prisión. Algunos años más tarde fue liberado, siendo visto vestido con harapos y sandalias de madera, triste contraste con su sobrenombre de al-Qáhir bi-Il-lah, victorioso por la voluntad de Dios.